# 本郷 (富山市)
本郷（ほんごう）は、富山県富山市の町名である。寒江地区センターが所在している。

## 特徴
国道8号と富山県道41号新湊平岡線の交差点に、ロードサイド店が多い。
富山市の市境近くにあり、射水市と面している。

## 地理
射水平野（射水低地）に立地し、集落のある所でも標高約2mと低い。
新鍛治川沿いには標高0m台の地点もある。
- 川-新鍛治川

## 歴史
古くはこの地一帯は沼沢であったところの沼の一岸に村を作り、寒江村と称していたが、後に寒江本郷村になり、その後は本郷村と称されるようになったといわれる。
1889年に寒江村が設置された際は、村役場が同地に設置されていた。

## 施設
- 寒江地区センター
- アルビス呉羽本郷店
- ジョイフル呉羽店
- やよい軒富山呉羽店
- すき家富山呉羽店
- coco壱番屋富山呉羽店
- モスバーガー富山呉羽店

## 教育
- 富山市立寒江小学校
- 呉羽自動車学校

## レジャー
- バッティングセンター ビッグエッグ

## 歴史建造物
- 自得禅寺

## 交通
- 国道8号
- 富山県道41号新湊平岡線

## 参考出典
『富山県の地名』平凡社